# Masse (Vert)
Die Masse ist ein Fluss in Frankreich, der im Département Lot in der Region Okzitanien verläuft. Sie entspringt in der Landschaft des Haut Quercy, im nordwestlichen Gemeindegebiet von Marminiac, knapp an der Grenze zum benachbarten Département Dordogne, entwässert generell Richtung Südsüdost und mündet nach rund 25 Kilometern im Gemeindegebiet von Castelfranc als rechter Nebenfluss in den Vert, der selbst circa 1,5 Kilometer weiter den Lot erreicht.

## Orte am Fluss
(Reihenfolge in Fließrichtung)
- Marminiac
- Cazals
- La Velle, Gemeinde Montcléra
- La Mouline, Gemeinde Les Arques
- Gagnoulat, Gemeinde Goujounac
- La Butte, Gemeinde Lherm
- Les Junies
- La Masse, Gemeinde Les Junies
- Les Campagnes, Gemeinde Castelfranc

## Sehenswürdigkeiten
- Château de Junies, Schloss aus dem 13. Jahrhundert im Ort Les Junies, am Flussufer – Monument historique[4]
- Église Saint-Perdufle de La Masse, Kirche aus dem 13. Jahrhundert im Ort La Masse, am Flussufer – Monument historique[5]